# Uniwersytet Malaya
Uniwersytet Malaya (malajski Universiti Malaya, UM) – malezyjska uczelnia publiczna w mieście Kuala Lumpur. Uniwersytet powstał w 1949 roku i jest najstarszą uczelnią wyższą w kraju.